# Kurt Kuppers
Kurt Küppers (ur. 1894; zm. 24 czerwca 1971) – niemiecki as myśliwski z czasów I wojny światowej z 6 potwierdzonymi zwycięstwami powietrznymi.
Licencję pilota otrzymał 22 sierpnia 1913 roku. W Luftstreitkräfte służył przez cały okres I wojny światowej. W jednostkach obserwacyjnych walczył w okolicach Dunkierki oraz na froncie wschodnim. W marcu 1917 roku został przeniesiony do eskadry myśliwskiej Jagdstaffel 6. Pierwsze zwycięstwo powietrzne odniósł po kilku dniach służby. W sierpniu został na 3 miesiące skierowany jako pilot do Kasta 14 z Kagohl 3. Odbył kilka lotów bombowych na Wielką Brytanię. W październiku 1917 roku powrócił do jednostki, gdzie uzyskał tytuł asa myśliwskiego 23 listopada. 
16 grudnia został skierowany do Fliegerersatz Abteilung Nr. 11 w celu objęcia dowództwa nad nowo tworzoną Jagdstaffel 48. Obowiązki dowódcy pełnił do 23 sierpnia 1918 roku. W jednostce odniósł swoje ostatnie, 6. zwycięstwo powietrzne.

## Odznaczenia
- Krzyż Żelazny II Klasy